# Steven Gould
Steven Gould (ur. 7 lutego 1955) – amerykański autor powieści science fiction.
Jego powieść Jumper doczekała się adaptacji filmowej w 2008 (reż. Doug Liman)
Nominowany do Nagrody Hugo za najlepszą nowelę w 1989 i Nagrody Hugo za najlepszą miniaturę literacką w 1985.
Od 2013 przewodniczący Science Fiction Writers of America (SFWA).